# (4377) Koremori
(4377) Koremori es un asteroide perteneciente al cinturón de asteroides, descubierto el 4 de abril de 1987 por Tsuneo Niijima y el astrónomo Takeshi Urata desde el Ojima Observatory, Ojima, Japón.

## Designación y nombre
Designado provisionalmente como 1987 GD. Fue nombrado Koremori En honor al samiurái  Taira no Koremori, hijo de Taira no Shigemori.

## Características orbitales
Koremori está situado a una distancia media del Sol de 2,376 ua, pudiendo alejarse hasta 2,553 ua y acercarse hasta 2,199 ua. Su excentricidad es 0,074 y la inclinación orbital 2,602 grados. Emplea 1338 días en completar una órbita alrededor del Sol.

## Características físicas
La magnitud absoluta de Koremori es 13,5. Tiene 9,52 km de diámetro y su albedo se estima en 0,075.